# Kamienica przy ulicy Grodzkiej 47 w Krakowie
Kamienica przy ulicy Grodzkiej 47 – zabytkowa kamienica znajdująca się w Krakowie, w dzielnicy I przy ulicy Grodzkiej, na Starym Mieście.

## Historia kamienicy
Kamienica została wzniesiona w 2 ćwierci XIV wieku. Na przełomie XV i XVI wieku została przebudowana. Do początku XVII wieku budynek był własnością prywatną. W 1614 przeszedł w ręce Kościoła, którego własnością pozostał do początku XIX wieku. W 1809 mieściła się w nim kwatera żołnierzy Księstwa Warszawskiego. W 1835 kamienicę zakupił architekt Kajetan Szydłowski, który przebudował ją w 1838 według własnego projektu. Ostatnia przebudowa miała miejsce w 1861 na zlecenie, ówczesnych właścicieli, Maciołków. W okresie dwudziestolecia międzywojennego w budynku mieszkał kompozytor i muzykolog Zdzisław Jachimecki. Po jego śmierci w fasadę budynku wmurowano upamiętniający go medalion.
11 marca 1966 kamienica została wpisana do rejestru zabytków. Znajduje się także w gminnej ewidencji zabytków.